# Peek & Cloppenburg
Peek & Cloppenburg (P&C) is een winkelketen van kledingwarenhuizen. 

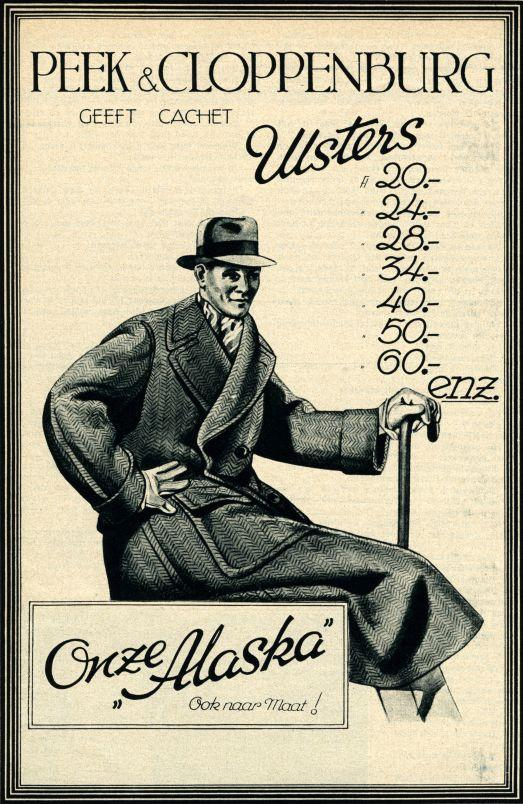
Advertentie uit 1931.

Ooit bestond deze keten in Nederland (P&C Nederland) uit 60 winkels, maar na vele reorganisaties zijn er op dit moment nog vijf winkels in Nederland:
1. Amsterdam (gevestigd in monumentale pand aan de Dam)
2. Rotterdam (gevestigd in Hoogstraat)
3. Den Haag (gevestigd in Wagenstraat met hoofdkantoor)
4. Leidschendam (Westfield Mall of the Netherlands)
5. Almere Centrum (gevestigd aan Citadel per 2022)

Het zwaartepunt van de winkelketen ligt in Duitsland met ongeveer 65 vestigingen. Verder zijn er ook filialen in België, Bulgarije, Polen, Hongarije, Oostenrijk, Tsjechië, Slowakije, Zwitserland, Kroatië en Roemenië. Ook de winkelketen Anson's behoort tot de groep.

## Geschiedenis
De onderneming is in 1869 opgericht in Rotterdam door de van oorsprong Duitse kooplieden Johann Theodor Peek en Heinrich Anton Adolph Cloppenburg. Een tweede winkel werd al in 1870 geopend in Utrecht, bemand door Johann Theodor Peek. De familie Peek was tot de jaren negentig actief in het bedrijf.
In 1901 opende Peek & Cloppenburg haar eerste filiaal in Duitsland. In 1997 introduceerde Peek & Cloppenburg een nieuwe winkelformule in Nederland, vanwege tegenvallende kledingverkopen. Negen grote Peek & Cloppenburg filialen werden omgebouwd tot Anson's. Hier werden internationale merken verkocht tegen concurrende prijzen. Negenentwintig kleinere filialen werden verkocht aan het Zwitserse Vögele. In november 2000 kondigde Peek & Cloppenburg aan 18 filialen te sluiten. Drie Anson's vestigingen (Groningen, Den Bosch en Breda) werden hierbij overgenomen door Vendex KBB, die ze ombouwde naar filialen van De Bijenkorf.
De Nederlandse tak van Peek & Cloppenburg is sinds 1998 voor honderd procent eigendom van de in Duitsland wonende Harro Uwe Cloppenburg, die tevens eigenaar is van de Duitse P&C West-groep  en Anson's met hoofdkantoren in Düsseldorf. Zijn neef is eigenaar van de Duitse P&C Nord-groep, sinds 1911 gevestigd in Hamburg.
Op 3 maart 2023 vroeg Peek & Cloppenburg Düsseldorf KG, waar onder andere de Nederlandse Peek & Cloppenburg-filialen onder vallen, uitstel van betaling aan. De reden hiervan zou de verslechterde liquiditeit van de onderneming als gevolg van de Corona-pandemie, de hoge productiekosten en de oorlog in Oekraïne zijn.
In mei 2023 maakte Peek & Cloppenburg bekend dat het in 2024 een eerste filiaal in Italië zal openen in het winkelcentrum Merlata Bloom in Milaan. Dit filiaal zal meer dan 5.000 m² groot zijn.

## Galerij
Enkele filialen van de firma Peek & Cloppenburg:

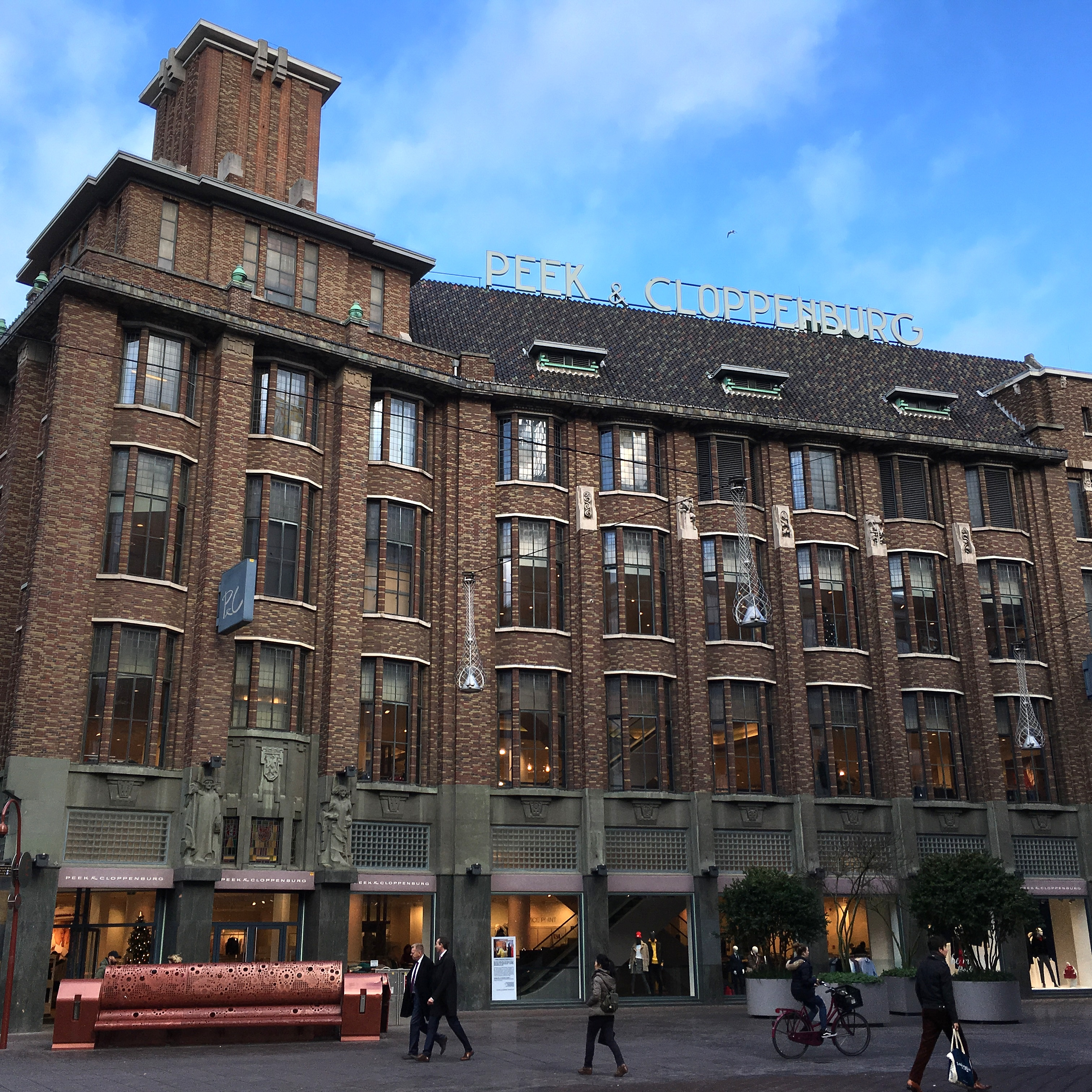
P&C Grote Marktstraat, Den Haag
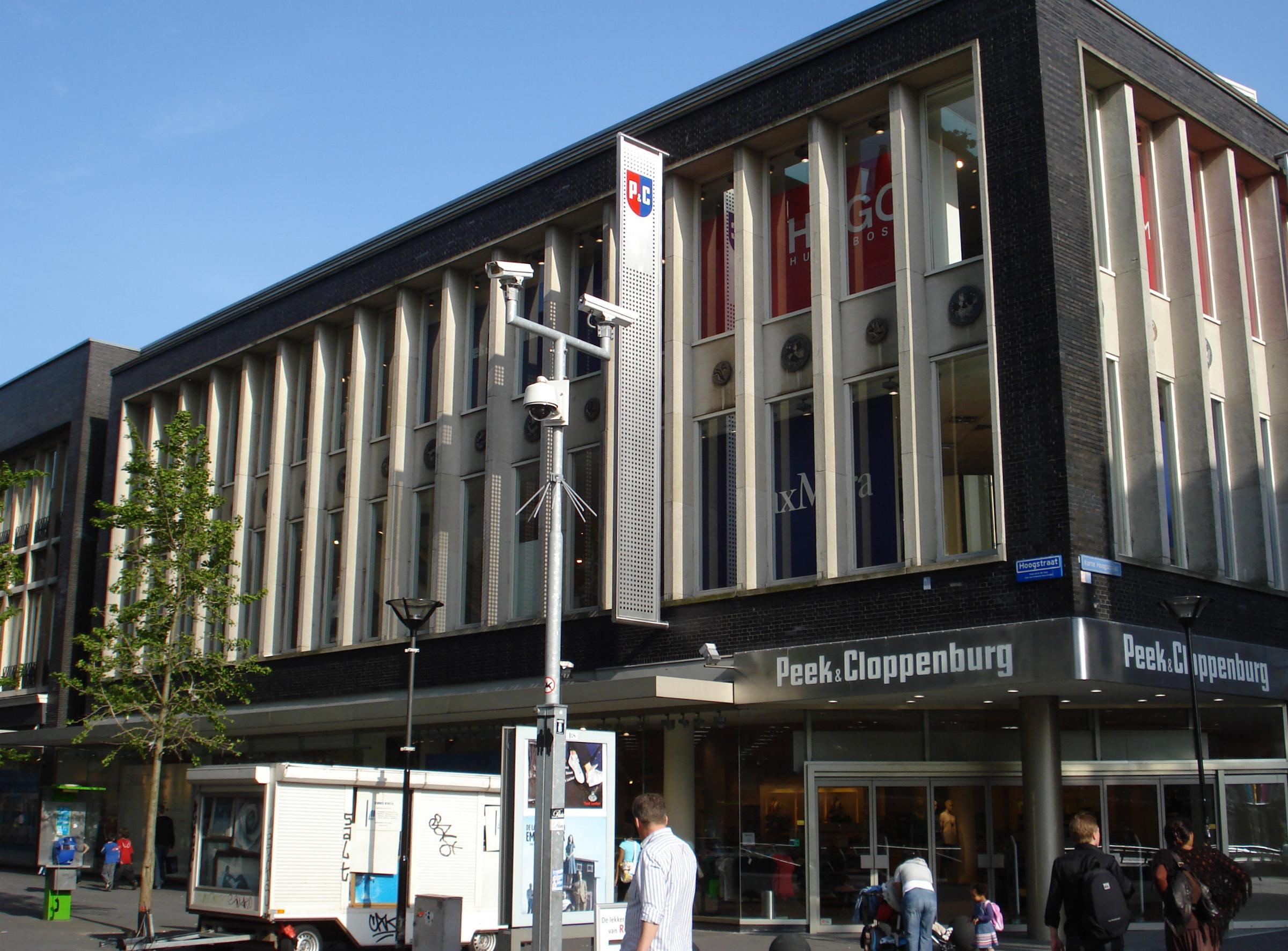
P&C Hoogstraat, Rotterdam
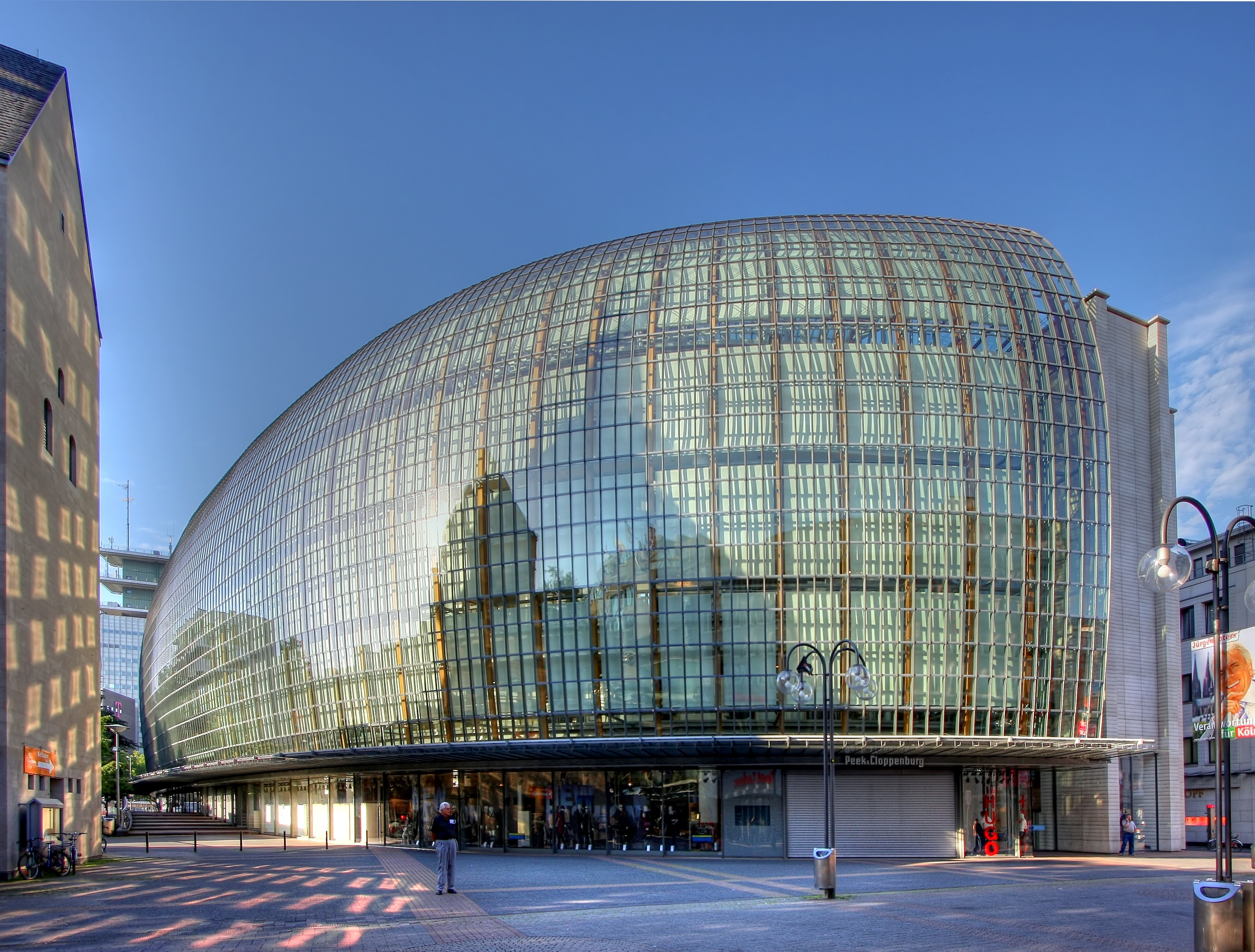
P&C Schildergasse, Keulen
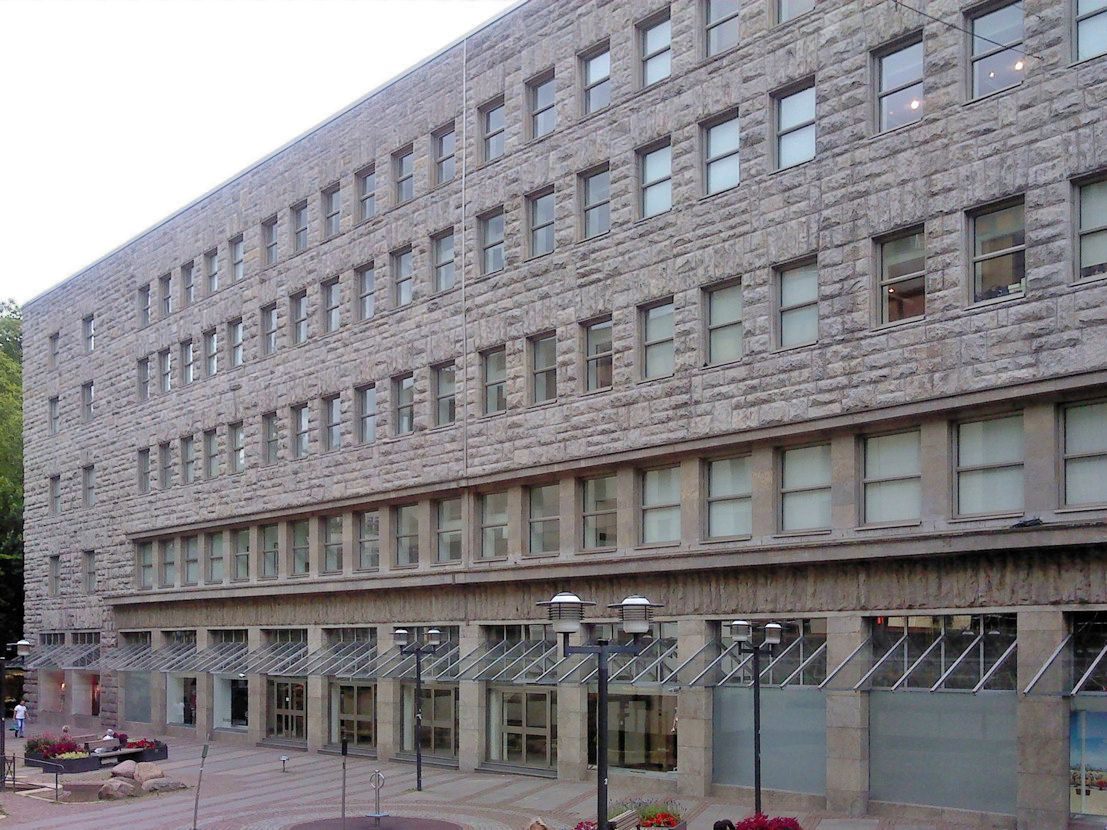
P&C Kettwiger Straße, Essen

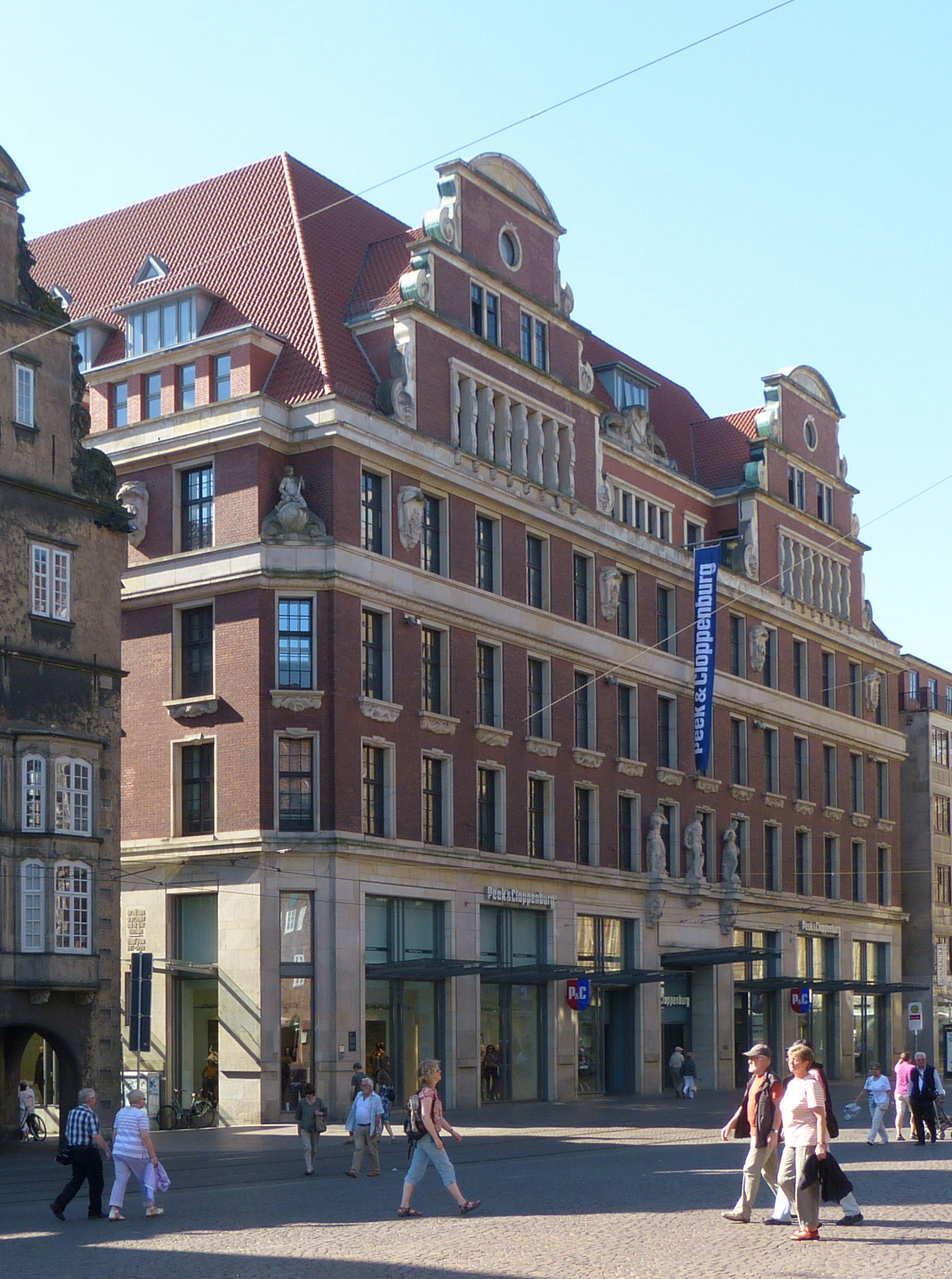
P&C Obernstraße, Bremen
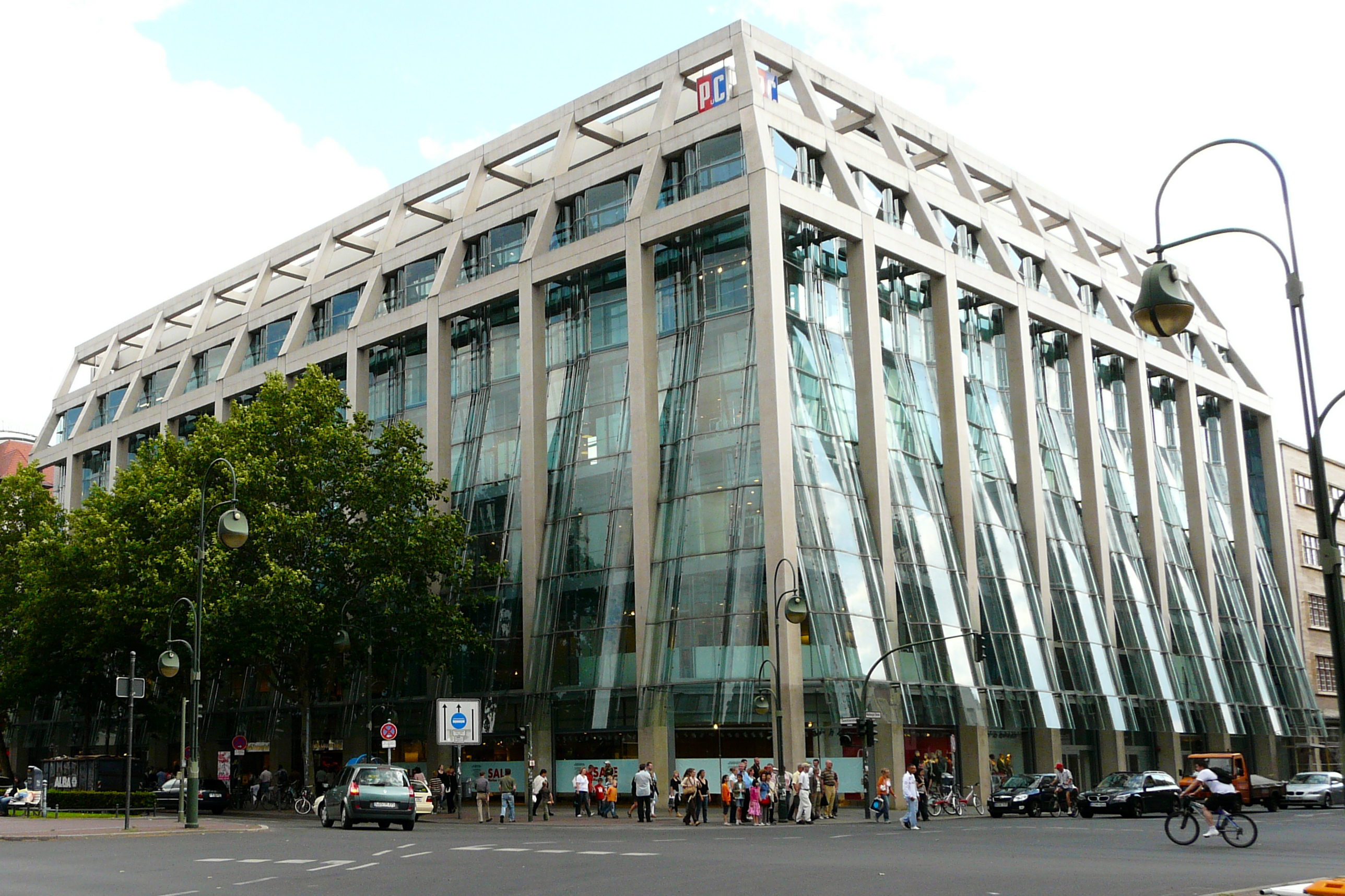
P&C Tauentzienstraße, Berlijn
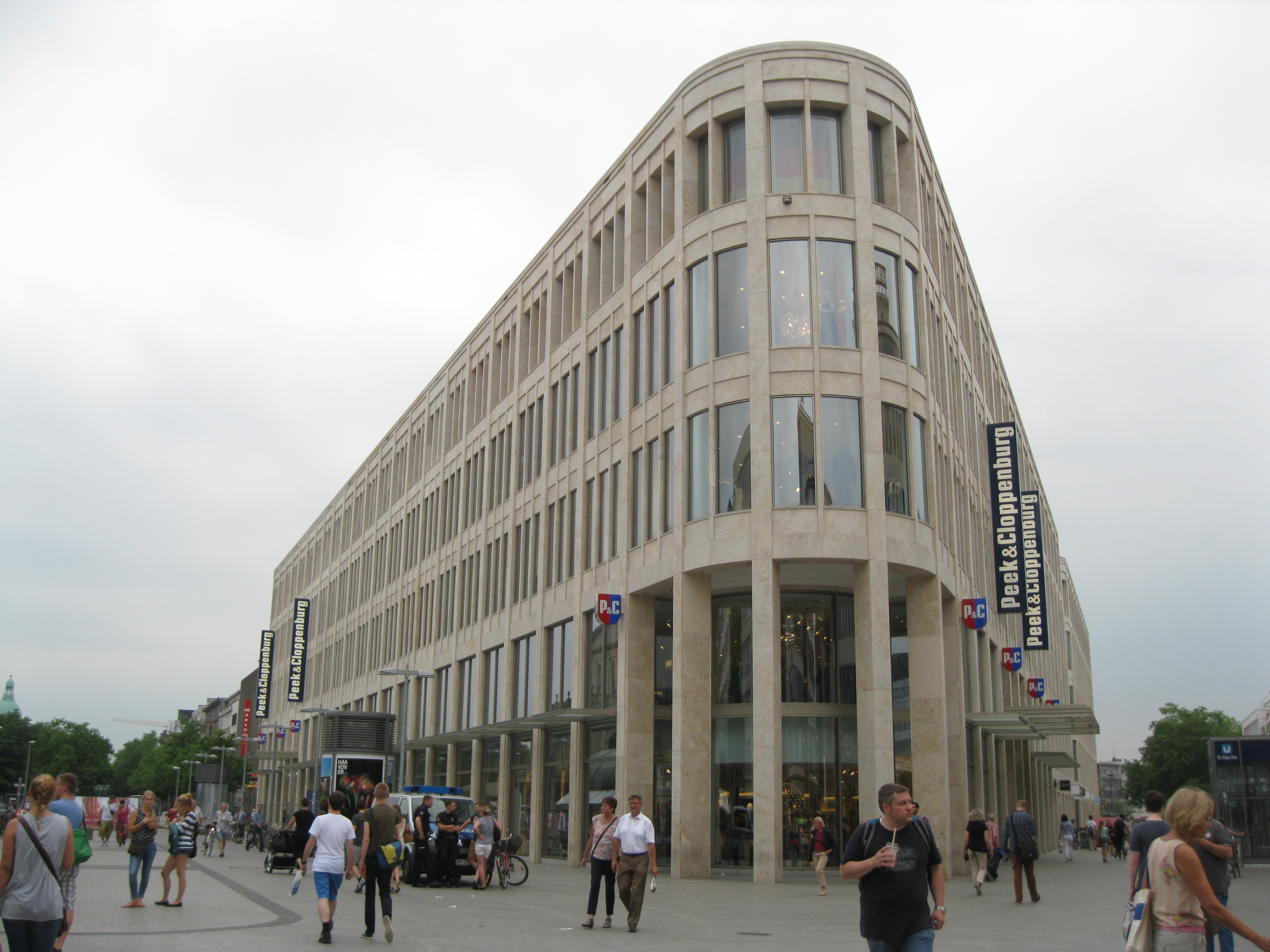
P&C Karmarschstraße, Hannover
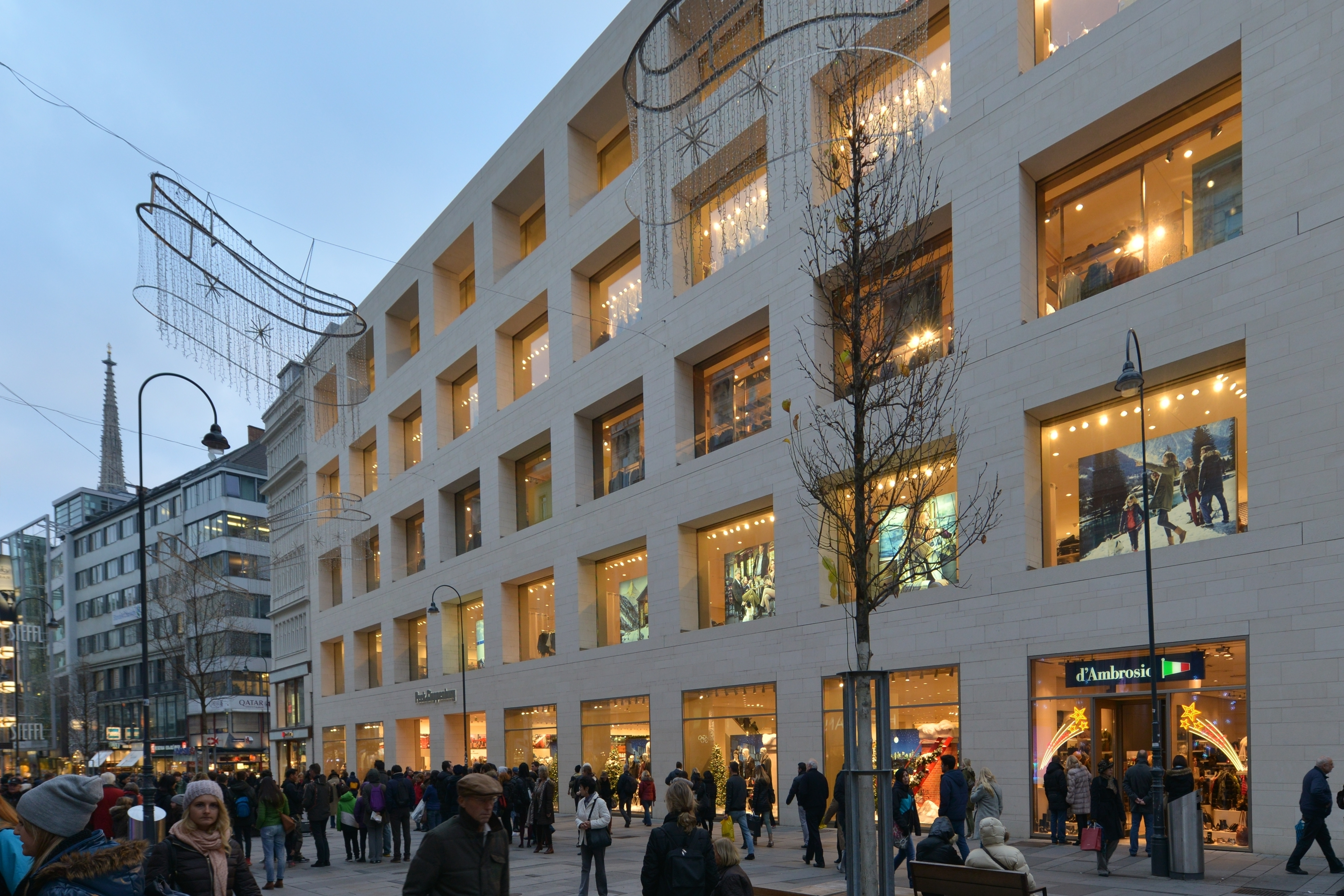
P&C Kärntner Straße, Wenen